# Grüne Brücke (Sankt Petersburg)
Die Grüne Brücke (russisch Зелёный мост Seljony most, früher auch Polizeibrücke (russisch Полицейский мост Polizeiski most)) ist eine Brücke in Sankt Petersburg, die den Fluss Moika überspannt und im Stadtbezirk Zentralny liegt. Über sie führt der Newski-Prospekt. Die Grüne Brücke ist eine der insgesamt fünfzehn Brücken über die Moika und gehört zu den vier sogenannten „farbigen“ Brücken (Blaue Brücke, Chrapowizkibrücke oder ehemals „Gelbe Brücke“, Grüne und Rote Brücke). Der Name der Brücke rührt vom Brückenanstrich her. In unmittelbarer Nähe der Grünen Brücke befindet sich an der Ecke des Newski-Prospekts mit der Moika-Uferstraße das barocke Stroganow-Palais.

## Baugeschichte
1716 entstand bei der Verlegung der Perspektivstraße von der wenige Hundert Meter westlich der Moika gelegenen Admiralität zur alten Handelsstraße nach Nowgorod und weiter zum Alexander-Newski-Kloster eine einfache aufklappbare Holzbrücke über die Moika. Neben der Kasaner Brücke über das später zum heutigen Gribojedow-Kanal begradigte Flüsschen Kriwuscha sowie der Anitschkow-Brücke über die Fontanka stellte die Grüne Brücke damit eine der drei Gewässerquerungen der Perspektivstraße dar. Der Name „Grüne Brücke“ wurde dem anfangs namenlosen Bauwerk 1735 gegeben, da die Konstruktionen der Brücke wenige Jahre zuvor einen grünen Anstrich erhalten hatten. Seit 1768 war für die Brücke des Newski-Prospekts über die Moika zusätzlich die Bezeichnung Polizeibrücke (russisch Полицейский мост Polizeiski most) geläufig, da sich in unmittelbarer Nähe ein Verwaltungssitz der Petersburger Polizei befand. Im Oktober 1918 wurde die Brücke offiziell in Volksbrücke (russisch Народный мост Narodny most) umbenannt und trug diesen Namen bis 1998, als der Brücke ihr historischer Name zurückgegeben wurde.
Im Laufe des 18. Jahrhunderts musste die ursprüngliche Holzbrücke mehrfach erneuert und umgebaut werden. 1806 wurde die alte Brücke abgetragen und an ihrer Stelle nach einem Entwurf des schottischstämmigen Ingenieurs William Heste (auch Hastie) die heutige Grüne Brücke errichtet. Die Stützen der neuen Brücke führte Heste in Stein aus, während der flache Bogen aus hohlen gusseisernen Blöcken zusammengebaut wurde. Diese für das damalige Petersburg neuartige Brückenbauweise wurde später auch für andere Brücken über die Moika verwendet.
1842 wurde die Brücke verbreitert, um dem steigenden Verkehrsaufkommen auf dem Newski-Prospekt gerecht zu werden, und zwei Jahre später teerte man die Fahrbahn der Brücke zum ersten Mal in Russland mit Asphaltwürfeln. Im Zeitraum 1905 bis 1907 wurde die Brücke im Vorfeld der Inbetriebnahme der ersten elektrischen Straßenbahnlinie auf dem Newski-Prospekt erneuert. Dabei wurde die Bogenkonstruktion mit der Fahrbahn zusätzlich verbreitert, außerdem wurden an den vier Ecken der Brücke die auffälligen sechskantigen Laternen auf dekorativen vergoldeten Masten aufgestellt. Diese Laternen wurden in den 1950er-Jahren originalgetreu nachgebaut.